# ローラ・テレサ・アルマ＝タデマ

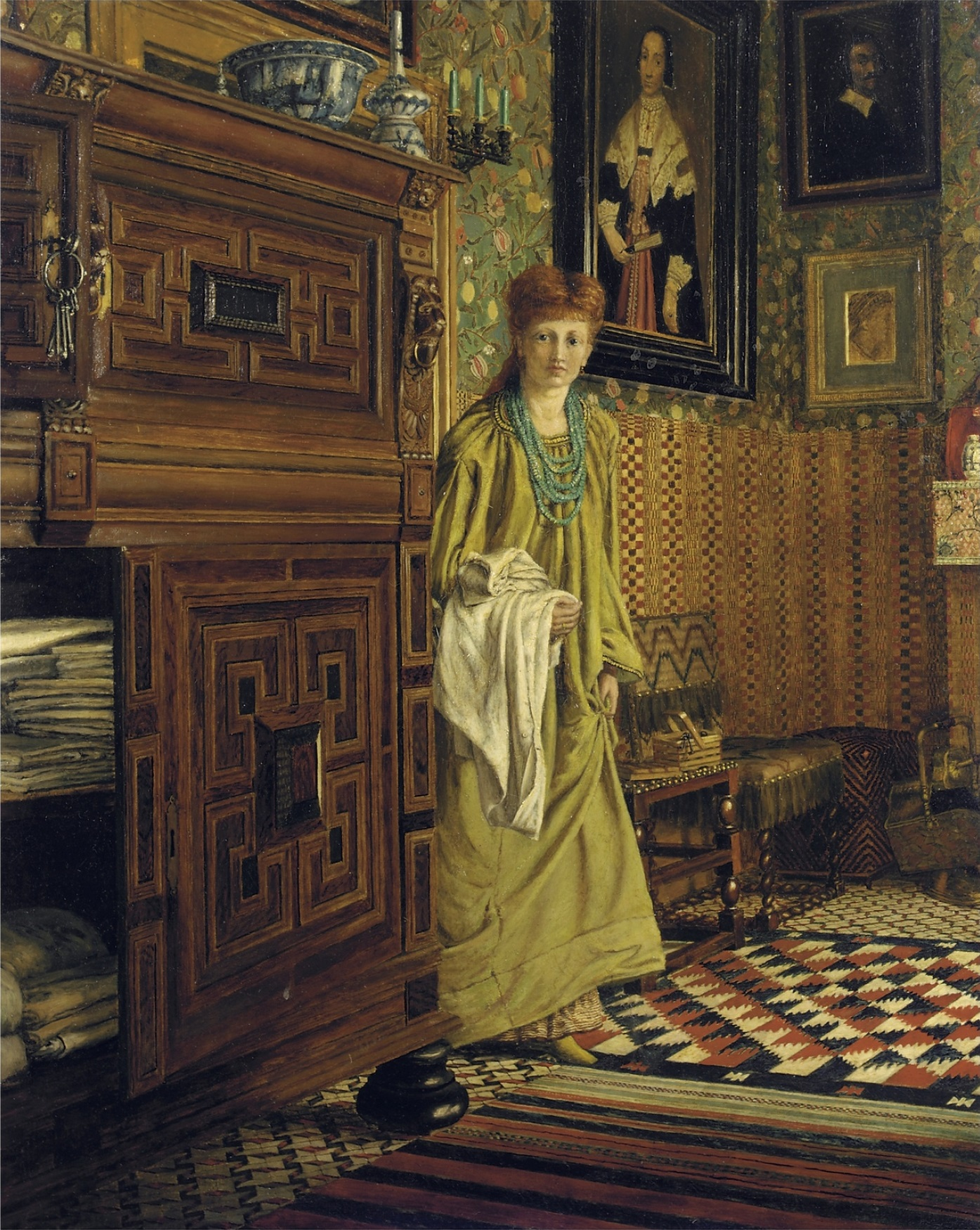
エレン・エプス・ゴス作
『ローラ・テレサ・アルマ＝タデマの肖像画』(187)

ローラ・テレサ・アルマ＝タデマ（Laura Theresa Alma-Tadema、結婚前の姓:エプス（Epps）、1852年4月16日 - 1909年8月15日）は、イギリスの画家、イラストレーターである。有名な歴史画家ローレンス・アルマ＝タデマと結婚した。結婚後も画家として働き、女性や子供のいる人物画、風俗画を描いた。

## 略歴
ロンドンで生まれた。有名な医師、ジョージ・ナポレオン・エプス（George Napoleon Epps: 1815–1874）の娘で、姉妹のエレン・エプス（Ellen Epps Gosse : 1850-1929）とエミリー・エプス（Emily Epps Williams; 1880-1912）も画家になり、エレンは詩人のエドマンド・ゴス（Edmund William Gosse: 1849-1928）と結婚した。
ローラ・テレサがフォード・マドックス・ブラウンを通じてオランダ生まれの画家ローレンス・アルマ＝タデマ（1836-1912）と知り合ったのは1869年のことで、その年ローレンス・アルマ＝タデマは33歳で、ローラ・テレサは17歳であった 。ローレンスはその年最初の妻を亡くし、2人の娘がいた。ローレンスは1870年にイギリスに帰化し、1871年に2人は結婚した。
ローラ・テレサ・アルマ＝タデマは、1873年に大きな展覧会に作品が初めて受理され、1878年のパリ万国博覧会の展覧会に出展した。この展覧会に出展したイギリス人女性画家は2人だけであった 。1873年から、ロンドンのロイヤル・アカデミー・オブ・アーツの展覧会に出展し、1893年のシカゴ万国博覧会の展覧会にも出展した。「イングリッシュ・イラストレイテッド・マガジン(The English Illustrated Magazine)」のイラストレーターとしても働いた。ローレンス・アルマ＝タデマは1899年にイギリスで爵位を得た。ロンドンのリージェンツ・パークと後にグローブ・エンド・ロード（Grove End Road）に住み、多くの客を接待した。
1909年にロンドンで亡くなった 。ローラ・テレサが生んだ子供はいなかった。

## 作品

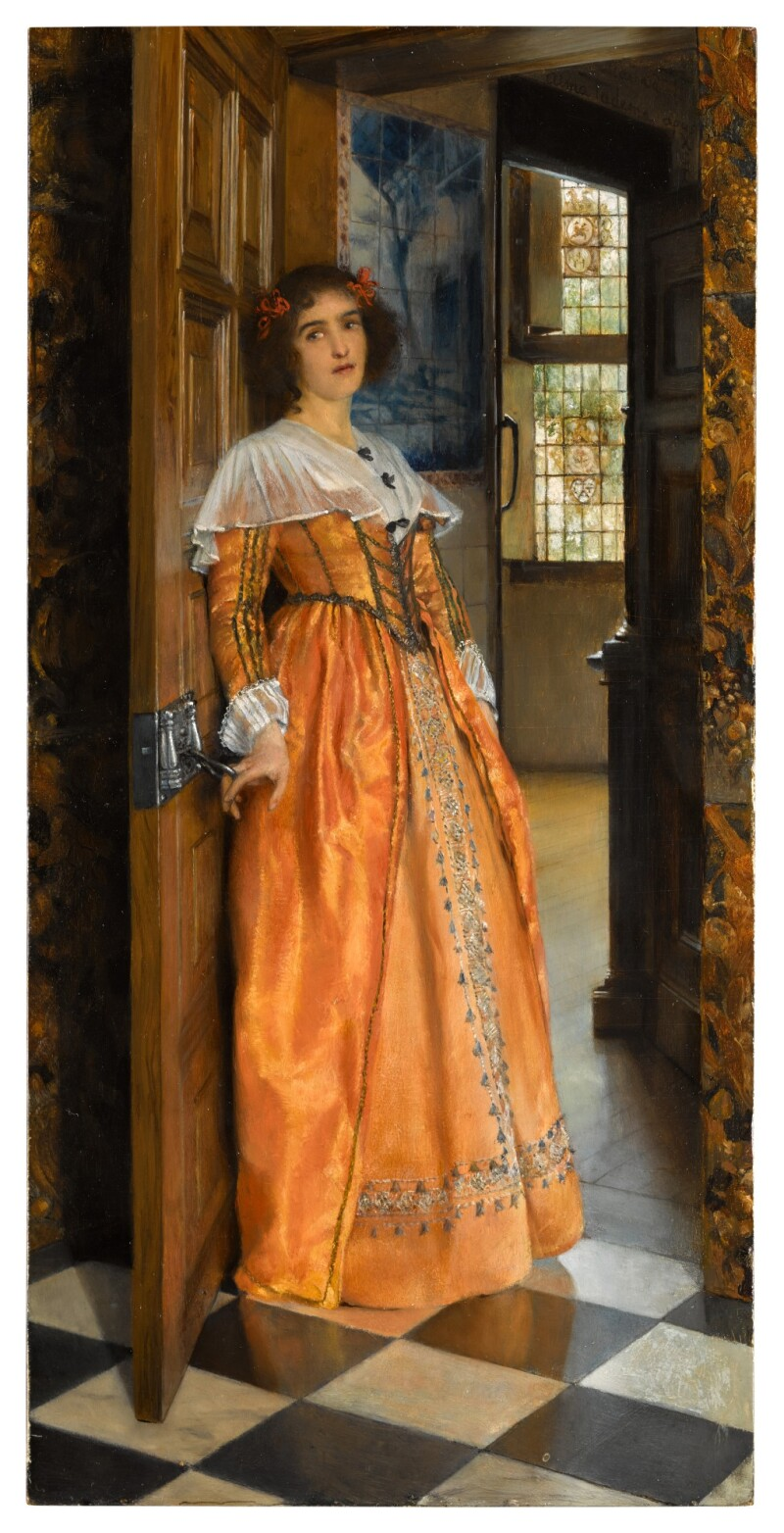
『玄関で（At the Doorway）』、個人蔵
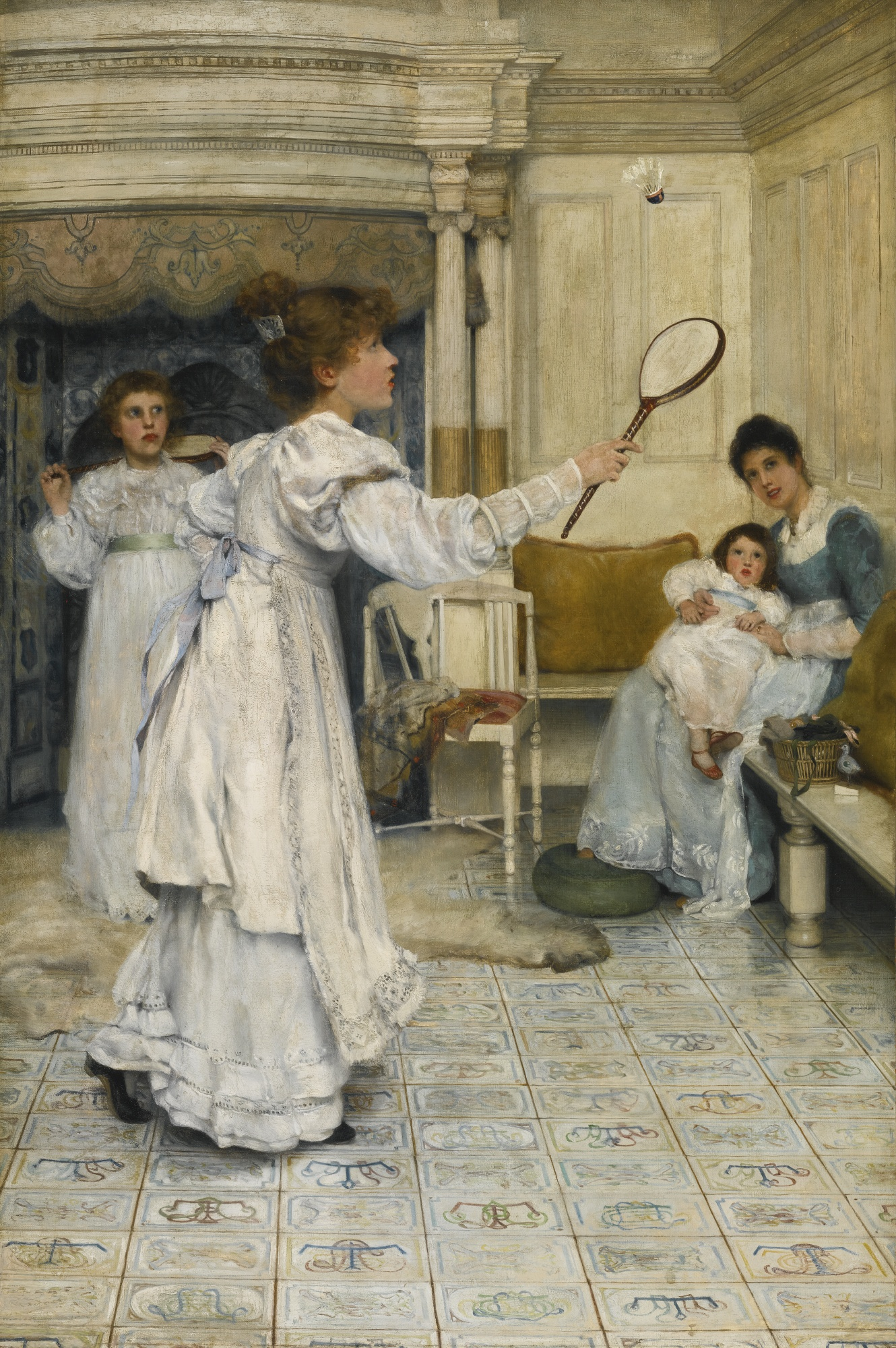
バトルドールと羽
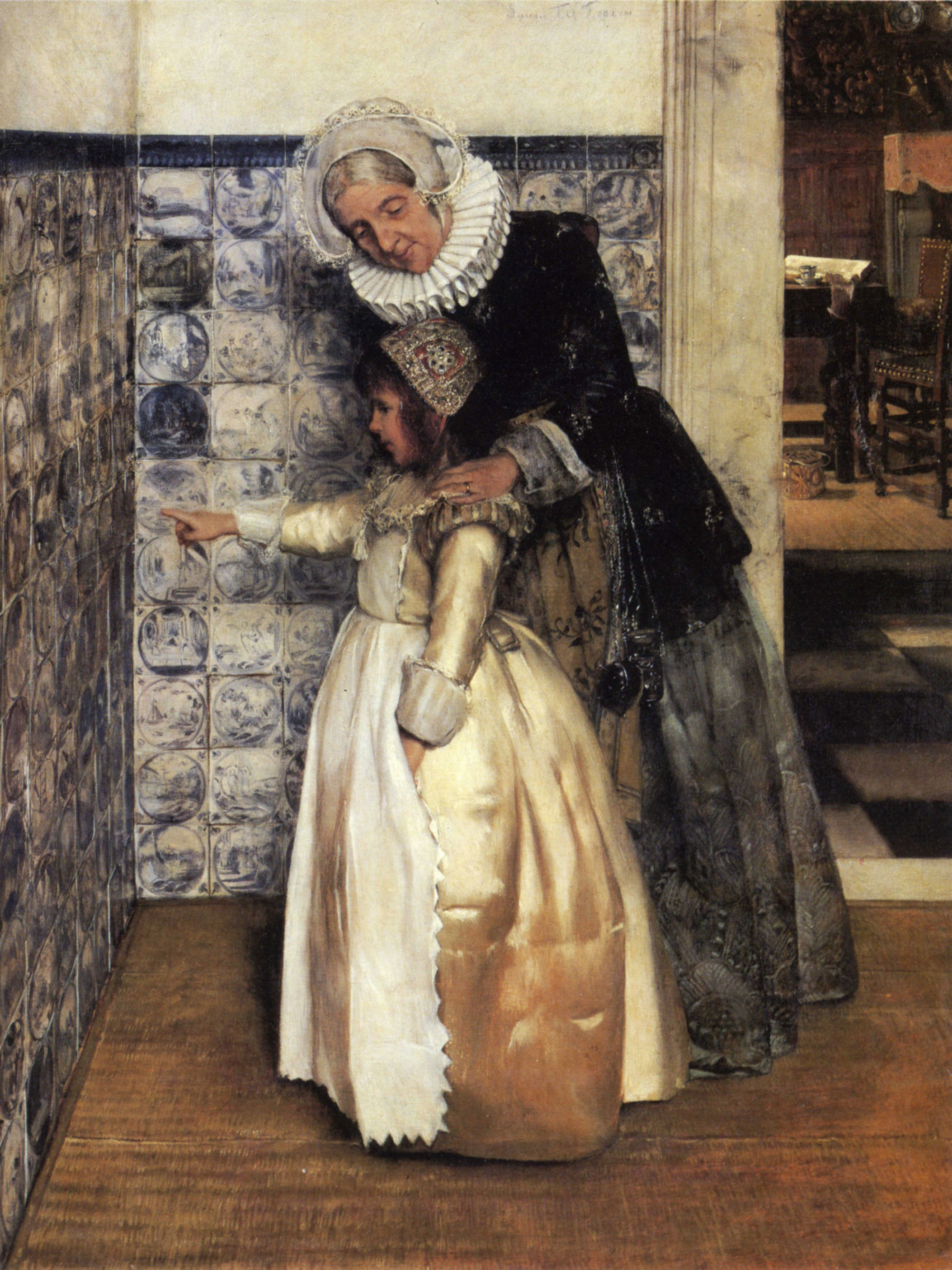
聖書の勉強。個人蔵
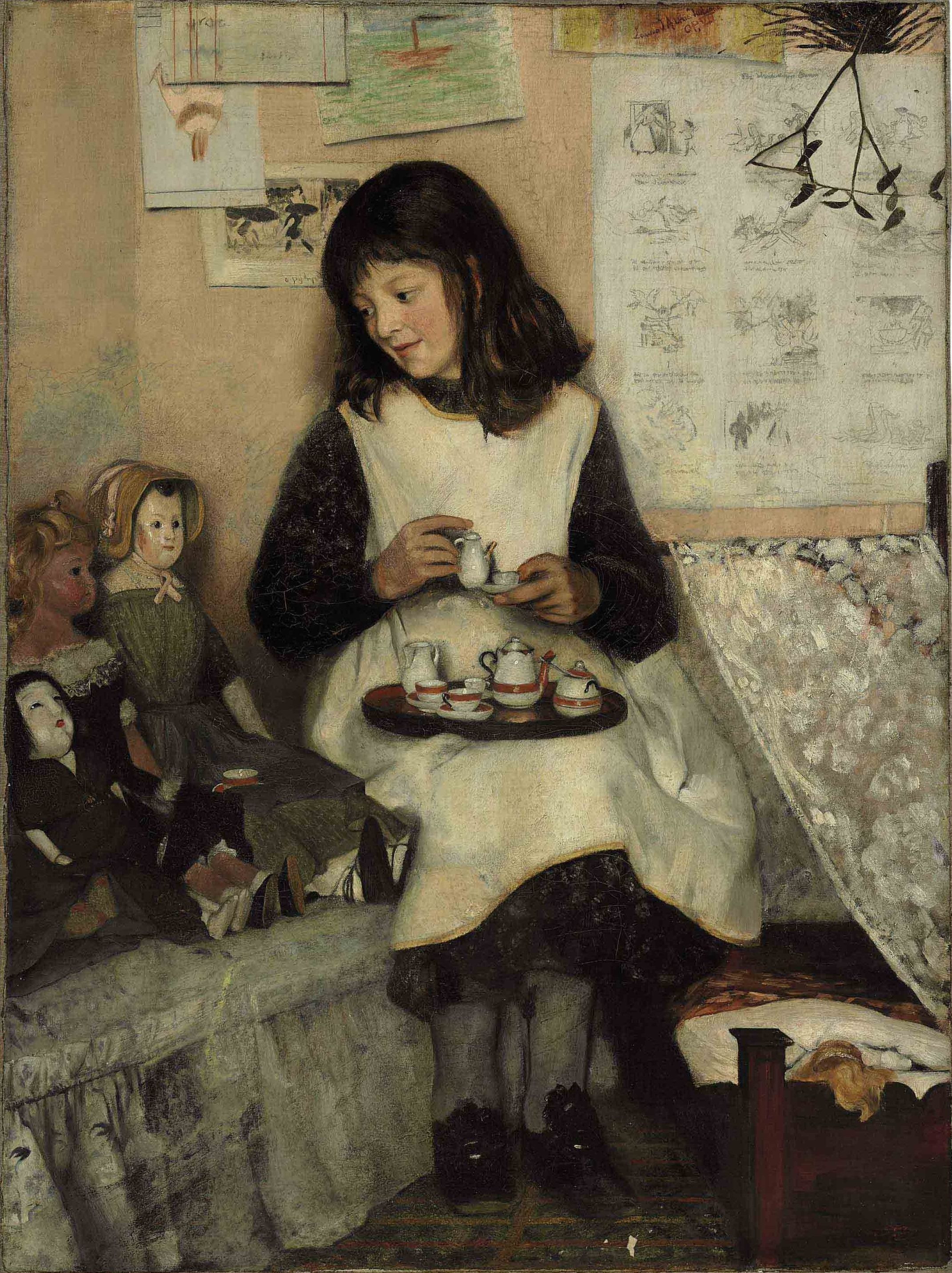
ティー・パーティー